# フェラーリ・248F1
フェラーリ248F1 (Ferrari 248F1) は、スクーデリア・フェラーリが2006年のF1世界選手権参戦用に開発したフォーミュラ1カー。2006年の開幕戦から、最終戦まで実戦投入された。フェラーリとしてのコードナンバーは657。

## 概要
248F1は、2.4リッターV8エンジンを搭載したF1マシン、から取られ、この年はF+西暦という名称をやめる形となった。
2005年でついにタイトルを失ったフェラーリは、2006年に向けてもう一度レギュレーションを読み返し、効率よくダウンフォースを発生できるような車体を生み出すことに専念した。ディフューザーの再設計を筆頭に、F2005で使った特徴的なフロントウイング（小形のウイングがメインエレメント前方についている）を廃止し、翼端板からノーズへと繋がるアッパーエレメント（ブリッジウイング）を導入するなど、シャシーの性能を追求した。これらにより、前年の不調を脱し、タイトル争いへ復帰した。
開幕戦ではリアウイングが風圧によって変形し、ドラッグを減らすフレキシブル構造ではないかと話題になった。第2戦マレーシアGPではブリッジウィングの基部が動くような映像が車載カメラに捉えられた。
レギュレーション変更を受けて開発されたTipo056エンジンは、2005年から2006年のオフにかけてF2004に搭載してテストされた。シーズン開幕後すぐの第1,2戦で新型V8エンジンTipo056にピストンにクラックが入る問題が生じた。これはヨーロッパラウンドに入る直前に解消された。タイトル争いも終盤になった第16戦中国GPに大幅な改良を加えたTipo056のCスペックエンジンを投入。中国GPはシューマッハが制したが、次の第17戦日本GPでエンジンブローに見舞われた。このリタイアが致命的であり、終盤のトラブルが結果的にタイトルの可能性を失う形となってしまった。

## 2006年シーズン
2005年が散々な結果に終わったフェラーリは、2006年に見事な復活を遂げた。開幕戦でミハエルがポールポジションを獲得。これはアイルトン・セナの記録に並ぶ65回目のポールポジションだった。決勝ではピットストップでルノーのフェルナンド・アロンソにかわされるまでトップを走行した。しかし第2、3戦は一転して失速。ブリヂストンの新型タイヤをうまく使いこなせていなかった。
ヨーロッパラウンドに入ると、フェラーリは息を吹き返した。第4、5戦を連勝で飾った。これでタイトル争いに絡んできたが、その後はしばらくアロンソの後塵を拝することとなった。
状況が一転したのは第10戦アメリカGPである。このレースを圧倒的な速さで制したミハエルは3連勝でアロンソに追いつく。その後若干離されるも第15戦イタリアGPでアロンソがリタイヤするのを尻目にミハエルが優勝。そして同時に2006年シーズンでの引退を発表した。次戦中国GPでアロンソと同点に持ち込み、タイトル争いで主導権を握ったかに見えた。だが、第17戦日本GPでまさかのリタイヤ。それでも逆転の可能性が残る最終戦に挑むも予選での燃料タンクのトラブル、決勝でのタイヤパンクなど最悪の状況に陥るが、他車より1秒速いラップタイムを刻み、最後尾から4位入賞。引退レースでとても印象に残るレースを披露した。
一方、この年フェラーリに加入したマッサは序盤は苦戦するが、第5戦ヨーロッパGPで初の表彰台を獲得するとアメリカGP、ドイツGPでミハエルに次ぐ2位フィニッシュ。そしてトルコGPで自身はじめてのポールポジションを獲得すると決勝でも逃げ切り、自身初優勝を成し遂げた。母国グランプリである最終戦ブラジルGPでも優勝。3度のポールポジション、2度の優勝で最終的にドライバーズランキング3位となった。

## 2006年-2007年シーズンオフ
マクラーレンより移籍してきたキミ・ライコネンはまず248F1での走行を行った。その後はF2007が2台完成するまでの間、タイヤテストなどで使用された。

## スペック

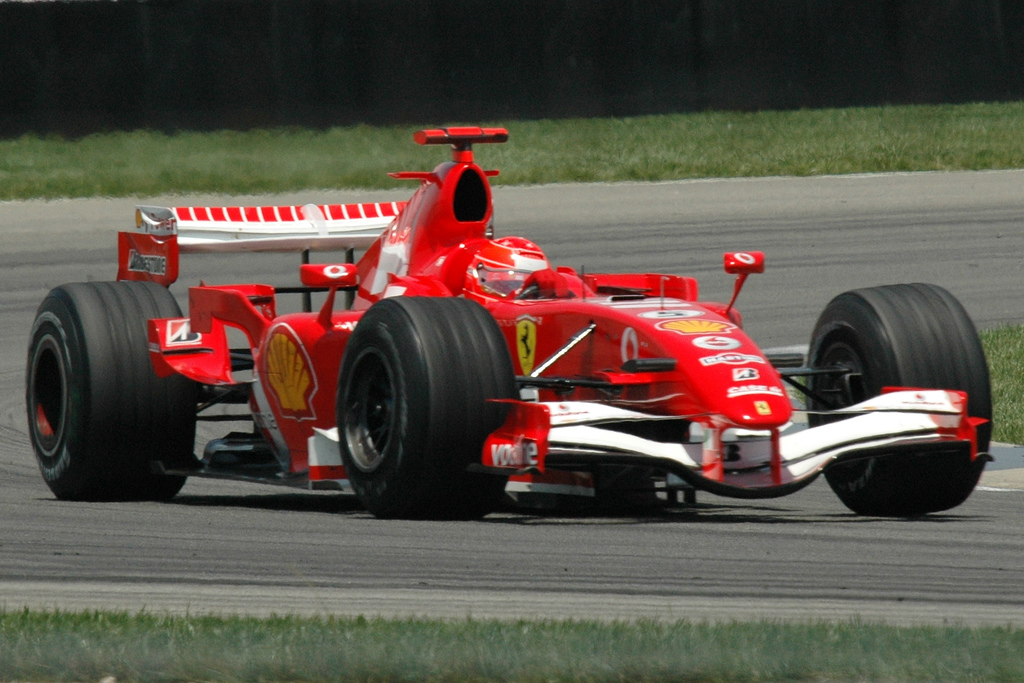
2006年のアメリカGPでインディアナポリスを走行する248F1（ドライバーはミハエル・シューマッハ）

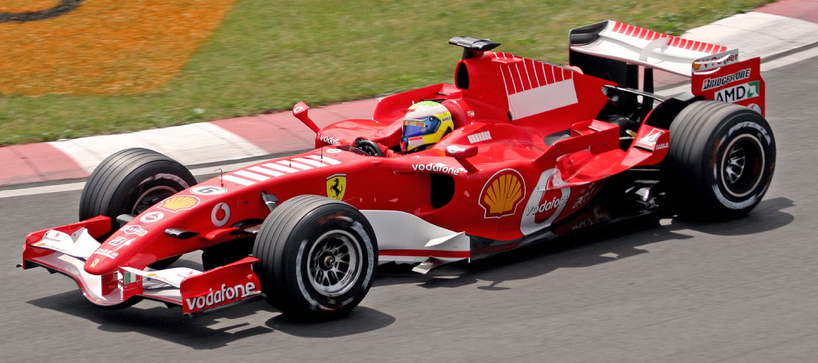
2006年のカナダGPでジル・ヴィルヌーヴ・サーキットを走行する248F1（ドライバーはフェリペ・マッサ）

### シャーシ
- シャーシ名 248F1(657)
- 全長 4,545 mm
- 全幅 1,796 mm
- 全高 959 mm
- ホイールベース 3,050 mm
- 前トレッド 1,470 mm
- 後トレッド 1,405 mm
- クラッチ AP
- ブレーキキャリパー ブレンボ
- ブレーキディスク・パッド ブレンボ・カーボンインダストリー[1]
- ホイール BBS
- タイヤ ブリヂストン
- ギアボックス 7速＋リバース1速セミオートマチック/カーボンファイバー製ケーシング
- 重量 605kg

### エンジン
- エンジン名 Tipo056
- 気筒数・角度 V型8気筒・90度
- 排気量 2,397cc
- シリンダーブロック アルミニウム
- ピストンボア 98mm
- エンジン重量 95kg
- スパークプラグ NGK
- 燃料・潤滑油 シェル

## 記録
| 年   | No. | ドライバー             | 1   | 2   | 3   | 4   | 5   | 6   | 7   | 8   | 9   | 10  | 11  | 12  | 13  | 14  | 15  | 16  | 17  | 18  | ポイント | ランキング |
| 年   | No. | ドライバー             | BHR | MAL | AUS | SMR | EUR | ESP | MON | GBR | CAN | USA | FRA | GER | HUN | TUR | ITA | CHN | JPN | BRA | ポイント | ランキング |
| ---- | --- | ---------------------- | --- | --- | --- | --- | --- | --- | --- | --- | --- | --- | --- | --- | --- | --- | --- | --- | --- | --- | -------- | ---------- |
| 2006 | 5   | ミハエル・シューマッハ | 2   | 6   | Ret | 1   | 1   | 2   | 5   | 2   | 2   | 1   | 1   | 1   | 8   | 3   | 1   | 1   | Ret | 4   | 201      | 2位        |
| 2006 | 6   | フェリペ・マッサ       | 9   | 5   | Ret | 4   | 3   | 4   | 9   | 5   | 5   | 2   | 3   | 2   | 7   | 1   | 9   | Ret | 2   | 1   | 201      | 2位        |

- 太字はポールポジション、斜字はファステストラップ。(key)
- 年間9勝 7PP 9FL（2006年）
- コンストラクターズランキング2位
- ドライバーズランキング2位（ミハエル・シューマッハ）7勝 4PP 7FL
- ドライバーズランキング3位（フェリペ・マッサ）2勝 3PP 2FL